# آل خليفة
آل خليفة هي الأسرة الحاكمة في البحرين؛ يرجع أصلها إلى العتوب الذين هاجروا من موطنهم في منطقة الهدار الواقعة في محافظة الأفلاج جنوب نجد، وانتقلوا في مسيرتهم نحو ساحل الخليج العربي في النصف الثاني من القرن الحادي عشر الهجري، النصف الثاني من القرن السابع عشر الميلادي تقريبًا.
استوطن العتوب في أول الأمر شبه جزيرة قطر ثم نزحوا عنها، وتنقلوا على شاطئ الخليج العربي حتى بلغوا الكويت، وكان بنو خالد يبسطون سلطانهم على تلك المناطق، ونمت بينهم وبين العتوب علاقات مودة. اتخذ العتوب مدنًا صغيرة على الساحل لسكناهم؛ مثل الكويت والزبارة، وبإقامة العتوب على السواحل تعلموا ركوب البحر للتجارة، وتعاظمت سفنهم، وبدأت مظاهر الثروة تعم مناطقهم، وصاروا قوة اقتصادية ملحوظة.
ولما أفل نجم بني خالد تحت ضربات الدولة السعودية الأولى عام 1210هـ/ 1795هـ سطع نجم العتوب.
ومن العتوب تفرعت أسرة آل خليفة في البحرين، وأسرة آل صباح في الكويت، وكان العتوب قد قسموا الاختصاصات فيما بينهم؛ فتولى آل صباح الحكم، وتولى آل خليفة التجارة، وتولى الجلاهمة القتال في البحر.

## حكام البحرين
يحكم آل خليفة البحرين منذ عام 1783، فيما يلي قائمة بالحكام:
| الاسم                           | فترة الحكم             |
| ------------------------------- | ---------------------- |
| محمد بن خليفة بن محمد           | 1762 -1772             |
| خليفة بن محمد آل خليفة          | 1772 -1782             |
| أحمد بن محمد آل خليفة (الفاتح)  | 1782 -1795             |
| سلمان بن أحمد آل خليفة          | 1795 -1821             |
| عبد الله بن أحمد آل خليفة       | 1821 -1843             |
| محمد بن خليفة بن سلمان آل خليفة | 1843 -1868             |
| علي بن خليفة آل خليفة           | 1868 -1869             |
| محمد بن عبد الله آل خليفة       | 1869 (سبتمبر - ديسمبر) |
| عيسى بن علي آل خليفة            | 1869 -1932             |
| حمد بن عيسى آل خليفة            | 1932 -1942             |
| سلمان بن حمد آل خليفة           | 1942 -1961             |
| عيسى بن سلمان آل خليفة          | 1961 -1999             |
| حمد بن عيسى آل خليفة            | 1999- الحاضر           |

### محمد بن خليفة (1199 ـ 1190هـ/ 1765 ـ 1776م)
ولما وقع الخلاف بين العتوب رحل آل خليفة من الكويت إلى الزبارة على الساحل الغربي لقطر في عام 1179هـ/ 1765م، وكان على رأسهم آنذاك محمد بن خليفة. كما رحل الجلاهمة إلى منطقة الرويس في قطر، وقدموا المساعدة لآل خليفة في السيطرة على البحرين في أواخر القرن الثامن عشر الميلادي.
وكانت الزبارة يومئذ ميناء تجاريًّا يشتهر بتجارة اللؤلؤ، وكانت تحت حكم آل مسلم الخاضعين لزعامة بني خالد، وكان محمد قد جاء إلى الزبارة يريد التجارة لا السيادة، ولكنه في النهاية حظي بهما معًا؛ فقد اتصف محمد بالورع والتقوى والحكمة، فأحبه أهل الزبارة ورحبوا به، وحَسَّنوا له أن يقيم معهم ولا يفارقهم، وما لبثوا أن اختاروه أميرًا عليهم، وأوكلوا إليه إدارة شؤونهم، فبقي الشيخ محمد يدير أمور الزبارة حتى توفي.

### خليفة بن محمد بن خليفة (1190 ـ 1197هـ/ 1776 ـ 1783م)
خلف محمد بن خليفة ابنه خليفة عام 1190هـ/ 1776م، وبقي يحكم مدة سبع سنوات، ثم توفي في مكة أثناء أداء فريضة الحج سنة 1197هـ/ 1783م.

### أحمد بن محمد بن خليفة(1197 ـ 1209هـ/ 1783 ـ 1794م)
خلف أخاه عام (1197هـ/ 1782م)، وفي عهده استقر حكم آل خليفة في الزبارة، وازدهرت لديهم تجارة اللؤلؤ؛ فكانوا يذهبون إلى البحرين لشراء اللؤلؤ، ومن ثم يبيعونه في الهند، وكانت جزيرة البحرين المقابلة للزبارة تحت حكم الفرس، وعليها عامل هو الشيخ نصر آل مذكور، وحدث ذات يوم خلاف بين فريقين من أهلها؛ قتل فيه أحد خدم آل خليفة، فثأر له أهل الزبارة، فتحرك حاكم البحرين نصر آل مذكور وجهز أسطولًا غزا به الزبارة، فتصدى له أهلها واستطاعوا هزيمته هزيمة نكراء فر على إثرها إلى ميناء بوشهر على الشاطئ الإيراني من الخليج، هو وحاميته، فاستولى أحمد بن محمد بن خليفة على البحرين، وعرف من يومها بأحمد الفاتح، وكان ذلك في سنة 1197هـ/ 1782م، وبذلك انضمت البحرين إلى ملك آل خليفة، فدخلها أحمد وعين عليها عاملًا من قِبَلِه، وجعل ينتقل ما بين الزبارة والبحرين، وعاد إلى قطر.

### سلمان بن أحمد بن محمد بن خليفة (1209 ـ 1236هـ/ 1794 ـ 1821م)
بعد وفاة أحمد الفاتح خلفه ابنه سلمان عام 1209هـ/ 1794م، الذي عاصر الإمام عبد العزيز بن محمد بن سعود، الدولة السعودية الأولى، وعندما تمكن الإمام عبد العزيز بن محمد آل سعود من الاستيلاء على الأحساء، وتمكنت قوات آل سعود بقيادة إبراهيم بن عفيصان من محاصرة الزبارة، اضطروا وشيخهم سلمان إلى الفرار إلى البحرين، ولكن لم يهنأ لهم العيش في البحرين؛ فقد فروا من الزبارة خوفًا من قوات عبد العزيز آل سعود، فجاءهم عبر البحر حاكم مسقط سلطان بن أحمد، في محرم عام 1216هـ/ مايو 1801م، فبادر إليه سلمان بن أحمد وأظهر موالاته، وعقد معه صُلحًا قدَّم بموجبه أحد إخوانه رهينة لحاكم مسقط، وولى سلطان ابنه سعيدًا واليًا على البحرين، عام 1215هـ/ 1800م، وعاد إلى مسقط وعاد آل خليفة إلى الزبارة، وعندما علم آل خليفة بوفاة ابنهم الرهينة لدى حاكم مسقط، شرعوا في البدء باتخاذ التدابير المناسبة لاستعادة البحرين، فطلب سلمان العون والمساعدة من عبد العزيز آل سعود، الذي أوفد إليه أحد قواده، وهو إبراهيم بن عفيصان الذي تمكن من مساعدة أهل الزبارة في استعادة البحرين، وطرد سعيد بن سلطان منها، ولكن إبراهيم بن عفيصان لم يدع آل خليفة يقيمون في البحرين فأعادهم إلى الزبارة، وبعد أن كانت جزيرتهم في يد آل سعيد باتت في يد آل سعود.

حكام البحرين

فعزم آل خليفة على رفع أمر ابن عفيصان إلى الإمام عبد العزيز آل سعود؛ لعله يأذن لهم في العودة إلى البحرين، وقبل أن يتخذوا هذه الخطوة فاجأتهم جيوش آل سعود، واستولت على الزبارة، وجاء الأمر لآل خليفة بالسفر إلى الدرعية التي صار الحكم فيها إلى الإمام سعود بن عبد العزيز آل سعود، فوصل إلى الدرعية في سنة 1224هـ/ 1809م ثلاثة من وجوه آل خليفة، ومعهم بعض أهل الزبارة، فأذن سعود لأهل الزبارة بالعودة إلى ديارهم، وأبقى آل خليفة محجوزين لديه، في هذه الأثناء توجه الشيخ عبد الرحمن بن راشد آل فاضل، ابن أُخت آل خليفة، قادما من الزبارة يطلب العون والمساعدة من سعيد بن سلطان حاكم مسقط، فلم يجد لديه سوى دعم مادي استغله في تجنيد جيش من عرب النصور المقيمين في بلاد فارس، وأخبر أخواله آل خليفة بأنه تمكن من إعداد جيش يستطيع به استرداد البحرين، فوافاه أخواله عندها، وتمكنوا من إخراج إبراهيم بن عفيصان من البحرين، فنزل إبراهيم بن عفيصان عند رحمة بن جابر الجلاهمة في قطر، وبذلك استولى عبد الرحمن بن راشد على البحرين، وأعادها إلى آل خليفة عام 1225هـ/ 1810م. وكان شيخهم سلمان بن أحمد مازال محتجزًا في الدرعية لدى الإمام سعود بن عبد العزيز، الذي أرسل رجالًا ليأتوه بالخبر؛ هل استولى عبد الرحمن بن راشد على البحرين لنفسه أم ليعيدها إلى سيادة آل خليفة، وعندما التقى رسل سعود بن عبد العزيز بعبد الرحمن بن راشد أغلظوا له القول، ومما قالوه: كيف يستولي أبناء سلمان على البحرين ووالدهم في قبضتنا؟! فكان رد خليفة بن سلمان: نحن أخذنا البحرين لأنفسنا ولا حاجة لنا إلى آبائنا؛ فقد يئسنا منهم، فغضب رجال سعود بن عبد العزيز من هذا الرد، وهددوا خليفة بن سلمان وعبد الرحمن بن راشد بأن البحرين لو كانت متصلة بالبر لما جعلوا فيها حصاة فوق أختها، فرد عليهم عبد الرحمن بأنه لو تمكن من أن يطل بسفينة على الدرعية لَجَعَل عاليها سافِلَها، ولكن آل سعود انشغلوا في ذلك الوقت بحملة إبراهيم باشا التي وصلت إلى الحجاز، فأطلقوا سراح آل خليفة، وعاد الشيخ سلمان بن أحمد آل خليفة إلى حكمه، وجعل إقامته في بلدة الرفاع في البحرين، وبنى بها قلعة عام 1227هـ/ 1812م؛ فعادوا بذلك إلى البحرين.
  
وإذا كان آل خليفة قد تخلصوا من سيطرة آل سعود، فقد بقي لهم عدو في قطر، هو إبراهيم بن عفيصان الذي تحالف مع رحمة بن جابر الجلاهمة، الذي كان ذا قوة وشجاعة فائقة، كما كان يحظى بتقدير عالٍ من قومه، ولم يخضع من قَبلُ لآل خليفة، وعندما نزل عليه ابن عفيصان زاده طمعًا في الاستيلاء على قطر والبحرين، واغتصاب الملك من آل خليفة. ولم تكن أطماع رحمة بن جابر خافية على آل خليفة، فما كان منهم إلَّا أن أبحروا بسفنهم من البحرين إلى قطر، للقضاء عليه مع ابن عفيصان قبل أن يستفحل خطرهما، فلقي رحمة وحليفه ابن عفيصان هزيمة منكرة على يد آل خليفة، لكنها لم تقض على خطرهما تمامًا.
وتعرض آل خليفة بعد ذلك لهجوم من حاكم عُمان سعيد بن سلطان، الذي قبض على إحدى سفن البحرين المتجهة إلى الهند، وفيها عبد الرحمن بن راشد آل فاضل، عدوه الأكبر، فاعتقله في مسقط وكتب إلى آل خليفة يأمرهم بطاعته وأداء الخراج له، فرفض آل خليفة شروطه، فاستعد لحربهم؛ فجاء بأسطوله إلى البحرين ومعه رحمة بن جابر، ونزلوا في سترة، فهزمهم آل خليفة شر هزيمة عام 1230هـ/ 1815م، وفر أهل عُمان عائدين إلى بلادهم عبر البحر، ثم توفي سلمان بن أحمد، فخلفه أخوه عبد الله بن أحمد عام 1236هـ/ 1821م.

### عبد الله بن أحمد بن محمد بن خليفة (1236 ـ 1265هـ/ 1821 ـ 1849م)
في بداية حكم عبد الله بن أحمد آل خليفة حاول رحمة بن جابر الاستيلاء على البحرين مرة أخرى؛ فدخل القطيف في سفينته غطروشة، فتصدى له عبد الله بنفسه، وتمكن من القضاء عليه، وتعرف هذه الواقعة في تاريخ البحرين باسم «ذبحة رحمة الجلاهمة». وبعد أن تمكن عبد الله آل خليفة من القضاء على رحمة بن جابر، شرع يوطد حكمه في المنطقة؛ فاستولى على دارين وتاروت وسيهات، فتصدى له آل سعود.
ثم خرج على عبد الله ثلاثة من أبنائه، وكان لعبد الله عشرة أبناء، ثلاثة منهم أمهم من آل بني علي، وهم الذين خرجوا على أبيهم مطالبين بالإمارة، وتمركزوا في قرية الحويلة في شمال قطر، فأرسل إليهم جيشًا بقيادة حفيد أخيه محمد بن خليفة بن سلمان، فلما رأى أبناء عبد الله يخرجون على أبيهم حدثته نفسه بالملك، فحاصر عبد الله في المِحَرق، لكن عبد الله تمكن من فك الحصار، إلَّا أن محمد بن خليفة لم ييأس حتى تمكن من طرد عبد الله من البحرين عام 1258هـ/ 1842م، ففر إلى بلاد الفرس، ومنها إلى الكويت ثم إلى نجد؛ حيث التقى بحاكمها آنذاك عبد الله بن ثنيان آل سعود، ومنها إلى مسقط؛ حيث مرض هناك، ومات بها عام 1265هـ/ 1849م طريدًا، بعد فترة حكم امتدت لاثنتين وعشرين سنة، قضاها في الحروب والفتن.

### محمد بن خليفة بن سلمان (1258 ـ 1284هـ/ 1842 ـ 1867م)
خلف عبد الله بن خليفة في الحكم محمد بن خليفة بن سلمان عام 1258هـ/ 1842م، وهو الذي تسبب بحروبه وخروجه على عبد الله في انقسام آل خليفة إلى فرعين؛ هما: آل عبد الله وآل سلمان.
وخرج أبناء عبد الله هاربين إلى الدمام، ومن هناك بدأت محاولتهم السيطرة على الحكم في البحرين؛ فجاءوا إلى قطر، فأرسل لهم محمد بن خليفة بن سلمان أخاه عليًّا على رأس جيش نازلهم في أم سوية، فتولوا عنه هاربين. فذهب أبناء عبد الله إلى الإمام فيصل بن تركي بن عبد الله آل سعود فأجاب طلبهم، وأمدهم بجيش في البحر وآخر في البر، ولكنهم هُزموا على يد محمد بن خليفة وعادوا خائبين، ثم حاصرهم علي بن خليفة في الدمام أحد عشر شهرًا، وكسر شوكتهم فجنحوا للصلح، وكان الوسيط بينهم وبين محمد بن خليفة الإمام فيصل بن تركي آل سعود، وقد نجح في ذلك، فعاد أبناء عبد الله إلى البحرين عام 1258هـ/ 1842م، فأكرمهم محمد بن خليفة.
وفي عهد محمد انفصلت قطر عن البحرين وخرجت من يد آل خليفة؛ فثار في قطر قاسم بن ثاني، فوصل علي بن خليفة إلى الدوحة ودخلها، وذهب بعد ذلك قاسم بن ثاني إلى البحرين يلتمس العفو فألقاه محمد في السجن، فثارت قطر وقبائلها، وفي مقدمتهم آل بوعينين ونعيم، وذهبوا إلى البحرين في سفنهم، وجرت بين الفريقين موقعة دامسة سنة 1284هـ/ 1867م، وكان النصر فيها حليف آل خليفة.
وفي هذه الأثناء تدخل الإنجليز في شؤون البحرين، وَوَقَّع محمد بن خليفة معاهدة نصت على أن يتنازل حاكم البحرين عن حقوقه في تجهيز الجيوش والسفن الحربية، وفي مقابل ذلك ترد إنجلترا أي اعتداء يقع على البحرين، فلما ثار أهل قطر على آل خليفة وخرج محمد بن خليفة لحربهم احتج الإنجليز على ذلك، وتوجه الوكيل السياسي الإنجليزي للبحرين، وطالب بإقالة محمد بن خليفة من الحكم، لأنه نقض المعاهدة الموقعة مع الإنجليز، وأصر على طلبه، وقضى أيضًا بفرض غرامة على البحرين قدرها مائة ألف روبية.
وطلب الوكيل السياسي الإنجليزي من علي بن خليفة بن سلمان تولي الحكم بدلًا من أخيه محمد، الذي سقطت إمارته بخرق المعاهدة مع الإنجليز، فقبل عليٌّ العرض، وكان ذلك بداية الشقاق بينه وبين أخيه.

### علي بن خليفة بن سلمان (1284ـ 1286هـ/ 1867ـ 1869م)
ما إن تولى علي بن خليفة الحكم في عام 1284هـ/ 1867م غادر محمد البحرين إلى الكويت، فتدخل آل الصباح للصلح بين الشقيقين، فكتب حاكم الكويت عبد الله الصباح إلى علي يسأله أن يُعيد أخاه إلى الحكم، فقبل علي ذلك، فتوجه محمد إلى البحرين بصحبة أمير الكويت، ولكنهم قبل أن ينزلوا البحرين علموا أن عليًّا رجع في تعهده لأمير الكويت، فعاد محمد ونزل في دارين وتأهب للقتال، فدخل في جيش ناصر بن مبارك بن عبد الله بن أحمد، وغزا به البحرين، وقتل الشيخ ناصر الشيخ علي بن خليفة عام 1286هـ/ 1869م.

### محمد بن خليفة بن سلمان (1286هـ/ 1869م)
عاد للحكم للمرة الثانية، ولكن أبناء عبد الله آل خليفة انقلبوا عليه وسجنوه في قلعة أبي ماهر في البحرين، ونادوا بأحدهم وهو محمد بن عبد الله حاكماً للبحرين، عام 1286هـ/ 1869م، وأبعد محمد بن خليفة إلى بومباي ثم إلى عدن، فشفع له السلطان عبد الحميد لدى الحكومة البريطانية، فذهب إلى مكة عام 1305هـ/ 1888م، وتوفي بها سنة 1307هـ/ 1890م.

### محمد بن عبد الله بن خليفة (1286هـ/ 1869م)
عندما علم الإنجليز بما حل بمحمد بن خليفة تدخل الوكيل السياسي الإنجليزي مرة أخرى وخلع محمد بن عبد الله، الذي لم يحكم إلَّا لأشهر معدودة، واستشار أهالي البحرين في من يختارون ليتولى أمرهم، فاختاروا عيسى بن علي.

### عيسى بن علي بن خليفة (1286 ـ 1351هـ/ 1869 ـ 1932م)
عندما اختار أهالي البحرين عيسى بن علي بن خليفة بن سلمان حاكمًا كان يقيم في قطر نازلًا عند قبيلة النعيم، فعاد إلى البحرين في آخر شعبان سنة 1286هـ/ 1870م، في أفراد من قبيلة النعيم، ونزلوا في المحرق، وكان عيسى كريمًا؛ أنعم على القبائل التي كانت معه في قطر بمبالغ كبيرة يوم تقلد الإمارة. بدأ عيسى في تأسيس المدارس في البحرين، ووضع أول حجر في مدرسة بيده، وأنشأ الشيخ عيسى محجرًا صحيًّا عام 1327هـ/ 1909م، كما أمر ببناء مرفأ على ساحل المنامة عام 1330هـ.
وبعد أن وطد الشيخ عيسى الحكم، وسيطر على الأمور الداخلية في البلاد، فكر أن يستعين ببريطانيا صاحبة النفوذ الأول في الخليج، من أجل حمايته ومساعدته ضد أطماع الدول المحلية المجاورة وقتذاك، ويأتي على رأسها دولة فارس وسلطنة مسقط، فوقع مع بريطانيا معاهدة عام 1286هـ / 1880م، وجددت تلك الاتفاقية بمعاهدة ثانية عام 1310هـ / 1892م، ومعاهدة ثالثة عام 1311هـ / 1893م، وتعهد الشيخ عيسى بموجبها للإنجليز بما أدخله في جملة محمياتهم، وكبلته هو ومن يأتي بعده من حكام البحرين بقيود جعلت بريطانيا تسيطر على البحرين سيطرة أكيدة؛ من هذه القيود والشروط أنه: لا يحق لشيخ البحرين أن يتنازل عن أي جزء من أرضه إلى أية جهة سوى بريطانيا، ولا يحق له أن يعقد أي اتفاق أو يقيم علاقة مع دولة أخرى دون علم بريطانيا. وأبعد من ذلك؛ التزم الشيخ عيسى بتعهد للحكومة البريطانية، يتم بمقتضاه أن يؤكد شيخ البحرين ويلتزم بأنه في حال احتمال وجود النفط في بلاده البحرين فإنه لن يستثمره بنفسه، وليس له الحق أن يفاتح أحدًا بخصوصه، بدون استشارة المستشار البريطاني في البحرين، وبعد الحصول على موافقة الحكومة البريطانية السامية.
وقد حاولت الدولة العثمانية في عام 1296هـ/ 1879م أن تحصل من الشيخ عيسى بن علي آل خليفة على موافقة بإنشاء مستودع للفحم في بلاده، وعندما علم بذلك المقيم البريطاني روبرتسون أبلغ حكومته بالأمر، وتم إقناع الحكومة العثمانية بالعدول عن هذا المشروع، لإبعاد النفوذ العثماني عن البحرين. وتم توقيع معاهدة بين بريطانيا والبحرين.
وكان الإمام عبد الرحمن بن فيصل، والد الملك عبد العزيز، قد لجأ إلى الشيخ عيسى بن علي آل خليفة في عام (1309هـ/ 1891م)، وكان بصحبته ابنه عبد العزيز، الذي لم يكن قد تجاوز العاشرة من عمره وقتذاك، عندما كان الإمام عبد الرحمن يبحث له ولأسرته عن مأوى آمن يلجأ إليه بعد مغادرته نجد إلى الصحراء في قطر ثم البحرين، وقد سمح له الشيخ عيسى بالإقامة في البحرين.
وخلال فترة حكم الملك عبد العزيز، ملك المملكة العربية السعودية، التي امتدت فشملت جزءًا كبيرًا من حكم الشيخ عيسى بن علي بن خليفة آل خليفة، وابنه حمد وحفيده سلمان، بودلت الزيارات بين حكام ومسؤولي البلدين؛ توثيقًا لعرى الصداقة والمودة بين الطرفين، وللتشاور فيما يجد من أحداث.
وظل عيسى بن علي مخلصًا للإنجليز طوال حكمه، لكنهم لم يقابلوا هذا الوفاء بمثله؛ إذ عمدوا إلى إهانته والتضييق عليه، ومن أمثلة ذلك:
- في عام 1311هـ/ 1893م ثار الجلاهمة وآل علي وبنو هاجر في الزبارة، وعزموا على حرب آل خليفة الذين اتصلوا بالوكيل السياسي البريطاني المقيم في بوشهر، يطلبون إذنه بالتصدي لهذه الثورة، فرفض السماح لهم بإعداد جيش لذلك، بل وهددهم بنقض الاتفاق الموقع مع بريطانيا. وعندما طلبوا منه تحمل مسؤولية الدفاع عن البحرين اشترط عليهم شروطًا لم يجدوا بدًّا من الموافقة عليها، ومنها إقامة وكالة في البحرين للإشراف على شؤون الرعايا البريطانيين، فوافقوا مكرهين، ومقابل ذلك قامت البوارج البريطانية بإخماد ثورة الزبارة.
- في عام 1321هـ/ 1903م أهان خادم ألماني ابن أخي عيسى بن علي، فضربه فشكا الخادم إلى رئيسه، فرفع الرئيس الأمر إلى الوكيل السامي البريطاني وإلى الحكومة الألمانية، فاعتذرت حكومة البحرين، ودفعت للخادم ثلاثة آلاف روبية. لكن هذه التسوية لم تكن مرضية في نظر الوكيل السامي السياسي البريطاني برسي كوكس؛ فجاء في بوارجه الحربية إلى البحرين، وعرض لائحة بما تطلبه الحكومة البريطانية جزاء ضرب الألماني، ومنها حرق ما تبقى من سفن البحرين الحربية، ونَفْي ابن أخي عيسى إلى الهند لمدة خمس سنوات، وإحالة النظر في شؤون الأجانب إلى الوكالة البريطانية في البحرين.
- في عام 1341هـ/ 1923م حدث أن سرقت ساعة من بيت تاجر نجدي، فاتُهم بالسرقة رجل من الفرس، فقام أهل بلاده يدافعون عنه، فأدى ذلك إلى خلاف بين النجديين والفرس. ولما كان الطرفان من الأجانب، فإن الحكومة اكتفت بحفظ الأمن، فأبرقت الوكالة البريطانية إلى برسي كوكس بالخبر فجاء مسرعًا إلى البحرين، وكان أول طلباته عزل عيسى بن علي من الحكم، وتولية ابنه حمد. ثم أتبع ذلك بسلسلة من الأوامر؛ منها إلغاء المحاكم الوطنية، وتحديد رواتب لمحمد وأفراد أسرة آل خليفة من واردات الجمارك تحول إلى بنك بريطاني في المنامة، وتأسيس ديوان تحت اسم: «مركز الحكومة» ليقوم مقام المحاكم الوطنية. وهكذا تحولت البحرين من دولة ذات سيادة، لها أسطول حربي، إلى محمية تابعة لبريطانيا، يحكمها الوكيل السياسي البريطاني المقيم في بوشهر.

إلا أن بعض المؤرخين يرْوُون أن الشيخ حمد بن عيسى بن علي حفظ حق أبيه في مباشرة الحكم، ولم يباشر هو الحكم إلا بعد وفاة والده الشيخ عيسى بن على في عام 1351هـ،1932م، وأقام عيسى في البحرين بقية حياته إلى أن توفي بها عام 1932م.

### حمد بن عيسى بن علي (1351 ـ 1361هـ/ 1932 ـ 1942م)
استمر حكم الشيخ حمد بن عيسى بن علي للبحرين عشرة أعوام، وفي عهده بدأ التنقيب عن النفط، وتأسست شركة لاستخراجه وتصديره، وافتتح الجسر الذي يربط المنامة بالمحرق عام 1360هـ/ 1941م، وسمي هذا الجسر باسمه، كما شيد قصر القضيبية، الذي يُعرف بالقصر القديم. وتوفى بالسكتة القلبية في بلده في عام 1361هـ/ 1942م.

### سلمان بن حمد بن عيسى (1361 ـ 1381هـ/ 1942 ـ 1961م)
تولى الحكم بعد والده عام 1361هـ/ 1942م، واستمر حكمه للبلاد 20 عامًا. وازدهرت البحرين في أيامه، ونالت قسطًا كبيرًا من التحضر، وتطور في عهده الاقتصاد الوطني، وأنشأ المدارس والمستشفيات وأندية الأدب، واهتم بإيصال مياه الشرب النقية والكهرباء إلى المدن والقرى، كما اهتم بالمشاريع العمرانية والبلدية والزراعية.
وفي 11 رجب 1377هـ/ 31 يناير 1958م عين ابنه الأكبر عيسى بن سلمان آل خليفة وليًّا للعهد، وفي الشهر التالي زار الشيخ سلمان بن حمد آل خليفة المملكة العربية السعودية، مصطحبًا معه ولي عهده، ووفدًا يضم مسؤولين كبارًا، للاجتماع بالملك سعود بن عبد العزيز آل سعود، وتوجت تلك الزيارة بإبرام معاهدة بين البلدين، لتخطيط الحدود البحرية، والتوصل إلى تقسيم عادل لعائدات النفط المستخرج من منطقة ساحلية متنازع عليها سابقًا.
وبسبب مرض الشيخ سلمان وَكَّل إلى ابنه الشيخ عيسى بن سلمان رئاسة مجلس عائلة آل خليفة، وتوفي الشيخ سلمان بن حمد آل خليفة في عام 1381هـ/ الثاني من نوفمبر 1961م.

### عيسى بن سلمان آل خليفة (1381 ـ 1419هـ/ 1961 ـ 1999م)
تولى عيسى بن سلمان آل خليفة مقاليد الحكم في دولة البحرين، وأعلن استقلال البحرين في عهده في 22 جمادى الآخرة 1391هـ/ 14 أغسطس 1971م، وصدر على الفور مرسوم بتغيير لقب حاكم البحرين إلى أمير دولة البحرين، وانضمت البحرين بعد الاستقلال إلى هيئة الأمم المتحدة وجامعة الدول العربية، كما تشكل مجلس الدولة الذي حولت مهامه فيما بعد لأول مجلس للوزراء عام 1391هـ/ 1975م، وكون حرسًا وطنيًّا تحت قيادة حمد بن عيسى آل خليفة، وتألفت حكومة يرأسها رئيس الوزراء الشيخ خليفة بن سلمان آل خليفة، وأنشأ المجلس الوطني، ويسمى حاليًا بمجلس النواب عام 1393هـ/ 1973م، وقد تم حل المجلس في عام 1395هـ/ 1975م، بسبب الاستياء من طريقة عمله، واستبدل به أخيرًا مجلسُ الشورى.
أصدر الشيخ عيسى أول دستور في تاريخ البحرين.
كانت البحرين أول دولة خليجية تعثر على النفط بكميات يمكن استغلالها تجاريًّا في أوائل الثلاثينيات من هذا القرن، ولكنها لم تتحول إلى مُصدر مهم للبترول، بل إن احتياطياتها تتناقص، ولذلك خلص الشيخ عيسى وحكومته إلى أن تنوع الاقتصاد هو الضمان الوحيد لتوفير مستقبل مزدهر للجزيرة.
نهضت دولة البحرين في عهد الشيخ عيسى، ففتح مزيدًا من المدارس، وفتح جامعةً، وأرسل أبناء البلاد من بنين وبنات إلى الخارج في بعثات علمية، وأصبحت دولة البحرين الآن تزخر بالمؤهلين والمؤهلات في فروع العلم المختلفة.
وكانت البحرين قد أصدرت أول عُمْلة وطنية، هي الدينار البحريني، في رجب 1385هـ/ أكتوبر 1965م. واحتلت البحرين مركزًا مهمًّا في المجال المصرفي العالمي؛ إذ بلغ عدد الوحدات المصرفية في البحرين ما يقارب الستين وحدة، وأصبح قطاع البنوك والمصارف (أكثر من عشرين مصرفًا تجاريًّا) دعامة من دعائم الاقتصاد الوطني.
وقد ساعد الاستقرار السياسي في البلاد على ذلك التقدم، فأصبحت من أكبر المراكز المالية في المنطقة. كما ساعد على ذلك الحرب اللبنانية، ثم الغزو الإسرائيلي عام 1402هـ/ 1982م، الذي قوض بيروت باعتبارها مركزًا ماليًّا.
وامتدت النهضة لكي تربط البحرين بجاراتها، وتساعد على نمو حركة التجارة والاتصال بينها وبين جاراتها؛ فأنشِئ بالتعاون مع شقيقتها المملكة العربية السعودية جسر الملك فهد بطول 25 كيلومترًا، ليربط البحرين بالمملكة العربية السعودية، وافتتح في صفر 1407هـ/ 2 نوفمبر 1986م، ليصبح التنقل بين البلدين سهلًا ميسورًا عبر هذا الجسر.
كما تم إقامة العديد من المشروعات؛ منها شركة ألمنيوم البحرين، ومصنع لكريات الحديد الخام، وشركة نفط البحرين، والحوض الجاف لإصلاح السفن، وميناء سلمان، ومشروع الغاز المصاحب، وصناعة البلاستيك ومواد البناء والبيوت الجاهزة، ومشروع مدينة عيسى الإسكاني. وحرص الشيخ عيسى بن سلمان على أن يمتلك كل مواطن بيتًا خاصًّا به وبأسرته، وشملت نهضة البلاد جميع القطاعات الأخرى؛ مثل الصحة والعدل والأشغال والكهرباء والماء والمواصلات وغيرها.
وتوفي الشيخ عيسى بن سلمان يوم السبت 18 ذو القعدة 1419هـ/ 6 مارس 1999م بمدينة المنامة، وذلك إثر أزمة قلبية فاجأته، وَوُورِي جثمانه في مقبرة الرفاع.

### حمد بن عيسى بن سلمان آل خليفة (1419هـ ـ..../ 1999م ـ....)
إعمالًا لأحكام الدستور والمرسوم الأميري رقم 12 لسنة 1973م بنظام توارث الإمارة، والأمر الأميري رقم 4 لسنة 1975م، نادى مجلس الوزراء بالشيخ حمد بن عيسى بن سلمان آل خليفة أميرًا للبلاد، فتولى الشيخ حمد بن عيسى بن سلمان آل خليفة الحكم أميراً للبحرين، يوم السبت 18 ذي القعدة 1419هـ الموافق 6 مارس 1999م؛ في نفس يوم وفاة والده.
في يوم الثلاثاء 21 ذو القعدة 1419هجريا، الموافق 9 مارس 1999م، أصدر الشيخ حمد بن عيسى بن سلمان آل خليفة أمير البحرين مرسوما أميريًّا يقضي بتعيين ابنه الأكبر الشيخ سلمان بن حمد بن عيسى آل خليفة وليًّا للعهد.
في 14 فبراير 2000م تم تغيير اسم «دولة البحرين» إلى «مملكة البحرين»، وفي صدد تسمية البحرين بالمملكة، تم أيضًا تغيير اسم «حضرة صاحب السمو أمير دولة البحرين» إلى: «حضرة صاحب العظمة ملك مملكة البحرين»، واسم الحاكم من «الشيخ» إلى «الملك».
وفي 2002 تغير الاسم إلى «حضرة صاحب الجلالة ملك مملكة البحرين».

## مجلس العائلة الحاكمة
مجلس العائلة الحاكمة يقوم بالتحكيم في القرارات المتعلقة بأفراد عائلة آل خليفة، فضلا عن النزاعات بين أفرادها؛ حيث يقوم المجلس بفض النزاعات العائلية الداخلية، وخاصة تلك المتعلقة بملكية الأراضي وبيع العقارات وغيرها من الممتلكات، ولا يسمح لأعضاء الأسرة الحاكمة إحالة هذه النزاعات أو غيرها إلى المحاكم العادية.
العلاقات بين القيادة السياسية وبقية أعضاء عائلة آل خليفة الحاكمة تدار رسميا من قبل المجلس منذ عام 1932م، ومع ذلك، وفي عشية الانتخابات البرلمانية عام 1973م، أصدر الأمير عيسى بن سلمان آل خليفة مرسوما بإعادة هيكلة مجلس العائلة الحاكمة، لتصبح جهازا رسميا في الدولة، وإعطاء رئيس المجلس درجة وزير.
يرأس مجلس العائلة الحاكمة حاليا الملك حمد، ونائب رئيسها هو محمد بن خليفة بن حمد آل خليفة، والمدير العام هو إبراهيم بن خالد بن محمد آل خليفة.
الملك يعين أعضاء مجلس العائلة الحاكمة كممثلين معترف بهم من جميع التحالفات الحزبية داخل عائلة آل خليفة.

### أعضاء مجلس العائلة الحاكمة منذ عام 1974م
| الاسم                                    | سنة التعيين |
| ---------------------------------------- | ----------- |
| حمد بن عيسى آل خليفة                     | 1974        |
| خليفة بن محمد بن عبد الله آل خليفة       | 1974        |
| عبد الله بن خالد آل خليفة                | 1974        |
| خالد بن محمد بن عبد الله آل خليفة        | 1974        |
| محمد بن مبارك بن حمد آل خليفة            | 1974        |
| محمد بن خليفة بن حمد آل خليفة            | 1974        |
| عبد الرحمن بن إبراهيم بن حمد آل خليفة    | 1974        |
| دعيج بن خليفة بن محمد آل خليفة           | 1974        |
| خالد بن عبد الله بن خالد آل خليفة        | 1981        |
| عيسى بن إبراهيم بن محمد بن عيسى آل خليفة | 1993        |
| عبد الله بن خليفة بن سلمان آل خليفة      | 1997        |
| خليفة بن أحمد بن سلمان آل خليفة          | 2006        |
| خليفة بن راشد بن عبد الله آل خليفة       | 2006        |
| فواز بن محمد بن خليفة آل خليفة           | 2006        |
| أحمد بن محمد بن حمد آل خليفة             | 2006        |
| راشد بن عبد الله بن أحمد آل خليفة        | 2008        |
| راشد بن صباح بن حمود بن صباح آل خليفة    | 2010        |

## في الوظائف العامة
أفراد عائلة آل خليفة الذين يشغلون الوظائف العامة في البحرين حاليا هم:
| الوظيفة                                                            | الاسم                                      |
| ------------------------------------------------------------------ | ------------------------------------------ |
| رئيس الوزراء                                                       | سلمان بن حمد آل خليفة (ولي العهد)          |
| القائد العام لقوة دفاع البحرين                                     | خليفة بن أحمد آل خليفة                     |
| نائب رئيس مجلس الوزراء                                             | علي بن خليفة آل خليفة                      |
| نائب رئيس مجلس الوزراء                                             | محمد بن مبارك بن حمد آل خليفة              |
| نائب رئيس مجلس الوزراء                                             | خالد بن عبد الله آل خليفة                  |
| وزير الداخلية                                                      | راشد بن عبد الله آل خليفة                  |
| وزير المالية والاقتصاد الوطني                                      | سلمان بن خليفة آل خليفة                    |
| وزير العدل والشؤون الإسلامية والأوقاف                              | خالد بن علي آل خليفة                       |
| وزير الديوان الملكي                                                | خالد بن أحمد آل خليفة                      |
| وزير الديوان الملكي لشؤون المتابعة                                 | أحمد بن عطية الله آل خليفة                 |
| وزير شؤون الديوان الملكي                                           | علي بن عيسى آل خليفة                       |
| وزير النفط                                                         | محمد بن خليفة آل خليفة                     |
| القائد الأعلى للقوات المسلحة                                       | حمد بن عيسى آل خليفة (الملك)               |
| نائب القائد الأعلى للقوات المسلحة                                  | سلمان بن حمد آل خليفة (ولي العهد)          |
| مستشار رئيس الوزراء للشؤون الأمنية                                 | عبد العزيز بن عطية الله آل خليفة           |
| رئيس مجلس القضاء الأعلى                                            | حمد بن عيسى آل خليفة (الملك)               |
| قاضي قضاة البحرين (رئيس محكمة النقض)                               | خليفة بن راشد آل خليفة                     |
| قائد الحرس الوطني                                                  | محمد بن عيسى آل خليفة (شقيق الملك)         |
| مدير أركان الحرس الوطني                                            | عبدالعزيز بن سعود آل خليفة                 |
| قائد سلاح الجو الملكي                                              | حمد بن عبد الله آل خليفة                   |
| سفير مملكة البحرين في لندن                                         | خليفة بن علي بن راشد آل خليفة              |
| قائد الحرس الملكي البحريني                                         | ناصر بن حمد آل خليفة (ابن الملك)           |
| مستشار رئيس الوزراء                                                | سلمان بن خليفة آل خليفة (ابن رئيس الوزراء) |
| رئيس المجلس الأعلى للشؤون الإسلامية                                | عبد الله بن خالد آل خليفة                  |
| رئيس المجلس الأعلى للشباب والرياضة                                 | ناصر بن حمد آل خليفة (ابن الملك)           |
| النائب الأول لرئيس المجلس الأعلى للشباب والرياضة                   | خالد بن حمد آل خليفة (ابن الملك)           |
| السكرتير العام للمجلس الأعلى للشباب والرياضة                       | سلمان بن إبراهيم آل خليفة                  |
| رئيس اللجنة الأولمبية البحرينية                                    | ناصر بن حمد آل خليفة (ابن الملك)           |
| سكرتير عام اللجنة الأولمبية البحرينية                              | أحمد بن حمد آل خليفة                       |
| المدير التنفيذي للجنة الأولمبية البحرينية                          | خالد بن عبد الله آل خليفة                  |
| النائب الأول لرئيس اللجنة الأولمبية البحرينية                      | سلمان بن إبراهيم آل خليفة                  |
| رئيس الاتحاد البحريني لكرة القدم                                   | علي بن خليفة آل خليفة                      |
| رئيس الاتحاد الملكي البحريني للفروسية وسباقات القدرة               | خالد بن حمد آل خليفة (ابن الملك)           |
| رئيس الاتحاد البحريني للتنس الأرضي                                 | أحمد بن محمد آل خليفة                      |
| رئيس الاتحاد البحريني لتنس الطاولة                                 | أحمد بن حمد آل خليفة                       |
| رئيس الاتحاد البحريني للكرة الطائرة                                | علي بن محمد آل خليفة                       |
| رئيس الاتحاد البحريني للسيارات                                     | عبد الله بن عيسى آل خليفة                  |
| رئيس الاتحاد البحريني للدراجات                                     | خالد بن حمد آل خليفة                       |
| رئيس الاتحاد البحريني للسباحة                                      | هاشم بن محمد بن سلمان آل خليفة             |
| رئيس الاتحاد البحريني للرماية                                      | سلمان بن خليفة آل خليفة                    |
| نائب رئيس الاتحاد البحريني للرماية                                 | حمد بن محمد آل خليفة                       |
| رئيس لجنة الرياضة النسائية                                         | حياة بنت عبد العزيز آل خليفة               |
| رئيس المجلس الأعلى للمرأة                                          | سبيكة بنت إبراهيم آل خليفة (زوجة الملك)    |
| نائب رئيس المجلس الأعلى للمرأة                                     | مريم بنت حسن آل خليفة                      |
| المدير العام لبرامج تمكين المرأة في المجلس الأعلى للمرأة           | عزة بنت عبد الرحمن آل خليفة                |
| رئيس مكتب المساحة والتسجيل العقاري                                 | سلمان بن عبد الله آل خليفة                 |
| الوكيل المساعد لشؤون الموانئ                                       | دعيج بن سلمان بن دعيج آل خليفة             |
| الرئيس التنفيذي لحلبة البحرين الدولية                              | سلمان بن عيسى آل خليفة                     |
| رئيس علاقات المستثمرين في مجلس التنمية الاقتصادية البحريني         | صقر بن سلمان آل خليفة                      |
| رئيس النيابة العامة للأحداث                                        | نورة بنت عبد الله آل خليفة                 |
| المستشار الإعلامي في سفارة مملكة البحرين في لندن                   | فهد بن أحمد آل خليفة                       |
| مستشار الإعلام الدولي لهيئة شؤون الإعلام                           | عبد العزيز بن مبارك آل خليفة               |
| عضو مجلس إدارة هيئة تنظيم الاتصالات                                | حمد بن محمد بن حمد آل خليفة                |
| مدير عام التخطيط العمراني في وزارة شؤون البلديات والتخطيط العمراني | حمد بن محمد بن حمد آل خليفة                |
| مدير الشؤون المالية والإدارية في هيئة تنظيم الاتصالات              | ناصر بن محمد آل خليفة                      |
| مدير مستشفى قوة دفاع البحرين                                       | خالد بن علي آل خليفة                       |
| رئيس قسم تقنية المعلومات في مستشفى قوة دفاع البحرين                | خالد بن حمد آل خليفة                       |
| رئيس شركة ممتلكات القابضة                                          | خالد بن عبد الله آل خليفة                  |
| رئيس لجنة تطوير جزر حوار                                           | خالد بن عبد الله آل خليفة                  |
| نائب رئيس ديوان الخدمة المدنية                                     | خالد بن عبد الله آل خليفة                  |
| رئيس اللجنة الوزارية للخدمات والبنية التحتية                       | خالد بن عبد الله آل خليفة                  |
| رئيس لجنة دراسة وتوريد مواد البناء                                 | خالد بن عبد الله آل خليفة                  |
| رئيس لجنة تنظيم السياحة                                            | خالد بن عبد الله آل خليفة                  |
| رئيس مجلس إدارة تمكين (صندوق العمل)                                | محمد بن عيسى آل خليفة                      |
| رئيس بوليتكنك البحرين                                              | هشام بن عبد العزيز آل خليفة                |
| رئيس مجلس إدارة بنك البحرين للتنمية                                | محمد بن عيسى آل خليفة                      |
| وكيل وزارة التربية والتعليم للموارد والخدمات                       | هشام بن عبد العزيز آل خليفة                |
| وكيل مساعد في وزارة التربية والتعليم                               | لولوة بنت خليفة بن عيسى آل خليفة           |
| وكيل مساعد في وزارة الخارجية                                       | رنا بنت عيسى آل خليفة                      |
| السكرتير الأول في وزارة الخارجية                                   | عائشة بنت أحمد بن صقر آل خليفة             |
| رئيس جمعية رعاية الطفل والأمومة                                    | لولوة بنت محمد آل خليفة                    |
| ملحق دبلوماسي في وزارة الخارجية                                    | محمد بن خليفة آل خليفة                     |
| رئيس شؤون الجمارك في وزارة الداخلية                                | محمد بن علي آل خليفة                       |
| وكيل وزارة الداخلية لشؤون الجنسية والجوازات والإقامة               | راشد بن خليفة آل خليفة                     |
| وكيل وزارة الإسكان                                                 | نواف بن إبراهيم آل خليفة                   |
| الرئيس التنفيذي لشركة غاز البحرين الوطنية                          | محمد بن خليفة آل خليفة                     |
| رئيس الاتحاد البحريني لألعاب القوى                                 | طلال بن محمد آل خليفة                      |
| المدير التنفيذي في مصرف البحرين المركزي                            | سلمان بن عيسى آل خليفة                     |
| وكيل وزارة المواصلات                                               | بدر بن خليفة آل خليفة                      |
| المدعي العام للأحداث                                               | نورة بنت عبد الله آل خليفة                 |
| محرر وسائل الإعلام الاجتماعية في هيئة شؤون الإعلام                 | مريم بنت حسن آل خليفة                      |
| سفير مملكة البحرين في السعودية                                     | حمود بن عبد الله آل خليفة                  |
| محافظ المحافظة الجنوبية                                            | خليفة بن علي بن خليفة آل خليفة             |
| محافظ محافظة العاصمة                                               | هشام بن عبد الرحمن آل خليفة                |
| رئيس بتلكو                                                         | حمد بن عبد الله آل خليفة                   |
| الرئيس التنفيذي لمجموعة بتلكو                                      | محمد بن عيسى آل خليفة                      |
| مدير عام إدارة الموارد البشرية والتطوير في مجموعة بتلكو            | أحمد بن خليفة آل خليفة                     |
| رئيس معرض البحرين للطيران                                          | عبد الله بن حمد آل خليفة                   |
| عضو مجلس إدارة الهيئة الوطنية للنفط والغاز                         | محمد بن خليفة بن أحمد آل خليفة             |
| عضو مجلس إدارة ألومنيوم البحرين                                    | محمد بن خليفة بن أحمد آل خليفة             |
| رئيس جمعية البحرين لرقصة العرضة                                    | سلمان بن محمد بن علي آل خليفة              |
| رئيس بدالة إنترنت البحرين                                          | سلمان بن محمد آل خليفة                     |

## أعضاء مرموقون آخرون
- راشد بن خليفة آل خليفة: فنان بارز وراعٍ للفنون
- فواز بن محمد بن خليفة آل خليفة: وزير شؤون الاتصالات السابق
- مي بنت محمد آل خليفة: وزير الثقافة السابق
- مريم بنت عبد الله آل خليفة: إحدى قريبات الملك حمد بن عيسى آل خليفة. فرت لتتزوج من جيسون جونسون ضابط بحرية الولايات المتحدة المورموني ضد رغبة أسرتها وسرا إلى الولايات المتحدة بأوراق وهمية تابعة للجيش الأمريكي مزورة من قبل جونسون. حصلت على الطلاق في 17 نوفمبر 2004 بعد يوم واحد من ذكرى زواجهما الخامس.